# Maria Königin (Bielefeld)

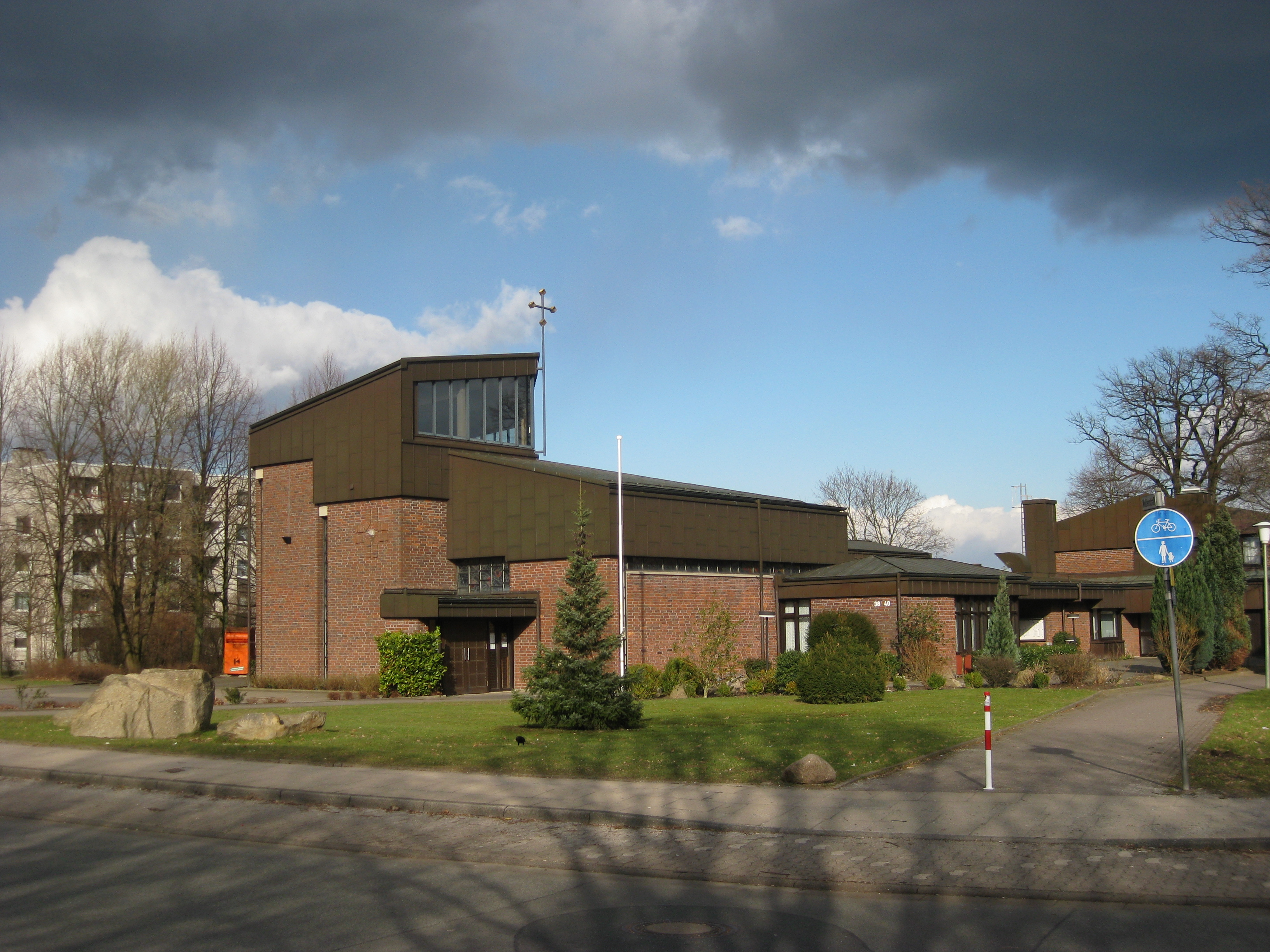
Maria Königin in Bielefeld-Baumheide

Maria Königin ist eine römisch-katholische Pfarrkirche im Bielefelder Stadtteil Baumheide. Strukturell gehören Kirche und Gemeinde zum Pastoralverbund Bielefeld-Mitte-Nord-Ost des Dekanats Bielefeld-Lippe im Erzbistum Paderborn.

## Geschichte
In den 1950er Jahren wurden im Nordosten Bielefelds Vertriebene aus dem Osten angesiedelt und der Stadtteil Baumheide entstand. In den 1970er Jahren fanden die katholischen Gottesdienste in der evangelisch-lutherischen Friedenskirche statt.
Der Kirchenvorstand von St. Johannes Baptist erkannte die Notwendigkeit eines Neubaus. Im Oktober 1976 wurde mit dem Bau der Kirche Menschwerdung des Herrn begonnen. Den Entwurf schuf Klemens Jonas, Vilsendorf. Palmsonntag 1977 wurde der Grundstein gelegt. Die Bauarbeiten zogen sich hin, da Geld fehlte und die Pläne nicht von allen Beteiligten akzeptiert wurden. Altar, Ambo und Tabernakel wurden zunächst aus der ehemaligen Schwesternkapelle des Kinderheims St. Elisabeth übernommen. 
Nachdem man sich für die Gestaltung des Altarraumes im Herbst 1981 auf einen Entwurf von Liesel Bellmann, Dortmund, verständigt hatte, konnte die Kirche am 12. Juni 1982 vom Paderborner Erzbischof Johannes Joachim Degenhardt konsekriert werden. In dieser Feier erhielt die Kirche ihr endgültiges Patrozinium Maria Königin.
Zum 1. Juli 1983 wurden die bisherigen Pfarrvikarien Brake und Baumheide aufgehoben und die neue Pfarrei Maria Königin Baumheide/Brake mit einem gemeinsamen Pfarrer eingerichtet.

## Architektur
Maria Königin ist ein turmloser Backsteinbau mit Kupferbedachung, die auch den oberen Bereich der Seitenwände überzieht. Die Architekturidee ist ein dreifacher Stufenaufbau von den Vorräumen über den Gemeindesaal zum Altarraum. Dieser erhält sein Licht von einer polygonalen Glaswand im Obergeschoss, der ein Außenkreuz in Form eines Vortragekreuzes vorgestellt ist.

## Ausstattung
Das Leben-Jesu-Fenster wurde von Maina Leonhardt aus Stuttgart entworfen. In sechs Glasbahnen wird das ganze Leben Jesu dargestellt.
Zur Kirchweihe 1982 schenkte Erzbischof Degenhardt der Gemeinde ein Mutter-Gottes-Relief eines unbekannten französischen Meisters. Es dient heute als Wandschmuck und Opferstätte für Kerzen.
Im Jahr 2002 erhielt die Kirche einen geschnitzten Kreuzweg mit 15 Stationen. Neben den üblichen 14 Stationen wird als letzte Darstellung die Auferstehung Christi gezeigt.